# Bill Maddox
William Leslie “Bill” Maddox (* 15. Februar 1953 in Abilene, Texas; † 27. Dezember 2010 in Austin, Texas) war ein US-amerikanischer Jazzrock-Schlagzeuger, Gitarrist und Sänger.

## Leben
Bill Maddox begann seine professionelle Karriere als Musiker, als er Anfang der 1970er Jahre mit dem Keyboarder Stephen Barber in Austin die Fusionband The Electromagnets gründete, zu der schon bald der Gitarrist Eric Johnson stieß. Die Formation orientierte sich stilistisch an Jeff Beck, Return to Forever, dem Mahavishnu Orchestra und Weather Report. 1975 erschien das Debütalbum der Band.
1977 veröffentlichte er unter eigenem Namen das Album Project Terror bei E.G. Records. In den folgenden Jahren wirkte Maddox auch bei Aufnahmen in weiteren Bandprojekten Johnsons mit, wie der Eric Johnson Group, Alien Love Child und Omar and the Howlers. Daneben betätigte er sich später auch als Sänger und Songwriter. 2006 spielte er in der Rockband Grady, verließ sie jedoch im folgenden Jahr aus gesundheitlichen Gründen. Er wurde Ende 2010 bei einem Einbruch unter bisher ungeklärten Umständen in seinem Haus erschossen.

## Diskografie
- Electromagnets (Rhino, 1975)
- Alien Love Child: Live and Beyond (Favored Nations, 2000)
- Electromagnets 2 (Vortexan Records, 2006)

## Anmerkung
1. ↑  Weitere Mitglieder waren der Keyboarder Steve Barber und der Bassist Kyle Brock. Frank Zappa nannte sie „a Mahavishnu with a sense of humor.“ Bandporträt.